# Diglosie
Diglosie je sociolingvistický jev, který se vyznačuje současným používáním dvou jazyků nebo dvou forem jednoho jazyka s odlišnou sociální a kulturní funkcí na jednom území.
V této situaci je vždy jeden z jazyků (forem jazyka) považován za vyšší a druhý za nižší. Za vyšší může být považován spisovný jazyk, který se používá v úředním styku, kultivovaných a oficiálních projevech apod. V běžné, každodenní komunikaci se lidé dorozumívají pomocí nářečí, které je považováno za nižší formu jazyka. Na územích, která jsou nebo v minulosti bývala pod nadvládou jiné země, se setkáváme s diglosií, kdy „vyšší“, úřední jazyk je odlišný od „nižšího“ jazyka, kterým hovoří původní obyvatelstvo.
Mezi vyšším a nižším jazykem obyvatelé obvykle volí spontánně, úměrně společenské situaci. Nižší a vyšší formy jazyka tvoří ucelené systémy, přechod komunikace mluvčího z jednoho systému do druhého se označuje jako střídání kódů (code-switching).

## Příklady
Jako diglosie bývá označováno současné užívání spisovné a obecné češtiny na jednom území, avšak s rozdílnou sociální funkcí.
Klasické příklady podle Charlese Fergusona (1921–1998) zahrnují spisovnou němčinu a švýcarskou němčinu ve Švýcarsku, spisovnou francouzštinu a kreolštinu na Haiti, španělštinu a jopará v Paraguayi, novořečtinu a starořečtinu v Řecku atd.